# 저우허양
저우허양(중국어: 周鹤洋, 1976년 6월 18일~)은 중국의 바둑 기사이다. 1988년 프로가 되었고 2001년 9단에 올랐다.

## 경력
- 1992년 제2회 상화배 전국청소년전 우승
- 1993년 2회 진로배 세계바둑최강전 2라운드 및 2차전 기록자
- 1995년 제5회 상화배 전국청소년전 준우승
- 1996년 전국개인전 우승
- 2000년 춘란배 8강, 중국랭킹 1위
- 2001년 후지쯔배 4위
- 2002년 제15회 명인전 우승
- 2003년 제16회 후지쯔배 24강, 8회 LG배 세계기왕전 16강, CCTV배 우승, 제15회 TV 바둑 아시아 선수권대회 우승, 제5회 농심배 대표, 제16회 명인전 준우승(대 추쥔)
- 2004년 제5회 잉씨배 8강, 9회 LG배 세계기왕전 24강, 제2회 도요타덴소배 8강, 제6회 농심배 대표, 제9회 삼성화재배 4강
- 2005년 제5회 춘란배 준우승(대 이창호 1:2), 제10회 삼성화재배 32강
- 2006년 제2회 창기배 우승(대 쿵제 2:0), 제19회 후지쯔배 준우승(대 박정상 0:1), 제3회 도요타덴소배 32강
- 2007년 제20회 후지쯔배 8강
- 2008년 제22회 천원전 준우승(대 구리 1:2)
- 2009년 제9회 이광배 준우승(대 왕야오 0:1), 제8회 초상은행배 준우승(대 쿵제 0:1)
- 2010년 제2회 BC카드배 월드 바둑 챔피언십 64강
- 2011년 16회 LG배 세계기왕전 16강
- 2012년 17회 LG배 세계기왕전 32강